# Рип (герб)
Рип (пол. Ryp, Rypp, Rypen) — шляхетський герб.

## Опис герба
Опис герба згідно Юліуша Островського: У срідному полі на червоній подушці з чотирма китицями - чорний півень з червоним гребенем. Над шолом в короні, на подушці з двома китицями- півень, як на щиті. Намет чорний із сріблом.
 W polu srebrnem, na poduszce czerwonej o czterech chwastach – kogut czarny z czubkiem czerwonym. Nad hełmem w koronie, na poduszce o dwóch chwastach – kogut, jak na tarczy. Labry czarne podbite srebrem.

## Найбільш ранні згадки
Герб німецького походження, який вживав рід Рипп з Мейсена. У XV столітті Риппи осіли в Пруссії, а в XVIII столітті - в Лівонії. 
Єжи Рипп був підкоморієм Пярну.

## Роди
Одна сім'я: Рип (Rypp).